# Kerenčič
Kerenčič je priimek v Sloveniji, ki ga je po podatkih Statističnega urada Republike Slovenije na dan 1. januarja 2010 uporabljalo 25 oseb.

## Znani nosilci priimka
- Anton Kerenčič – Borut (u. 1945), gostilničar v Pesnici pri Mariboru, predvojni župan, član Sokola in ilegalec, umrl v Dachauu
- Jože Kerenčič - Janko (1913—1941), pisatelj, publicist, predvojni komunist, aktivist Osvobodilne fronte, talec in narodni heroj
- Marica Kerenčič - Jelka (1927—1945), aktivistka OF, ilegalka, talka